# NHL 08
NHL 08 – komputerowa gra sportowa o tematyce hokeja na lodzie, wyprodukowana przez EA Canada i wydana w 2007 roku przez Electronic Arts.

## Ścieżka dźwiękowa
- Airbourne – „Stand Up for Rock ‘N’ Roll”
- Anberlin – „A Whisper and a Clamor”
- Bayside – „The Walking Wounded”
- Datarock – „Fa-Fa-Fa”
- Disco Ensemble – „This is My Head Exploding”
- Dustin Kensrue – „I Knew You Before”
- Enter Shikari – „Sorry, You’re Not a Winner”
- Jupiter One – „Turn Up the Radio”
- Luna Halo – „Kings & Queens”
- Manchester Orchestra – „Wolves at Night”
- Mando Diao – „The Wildfire (If It Was True)”
- Paramore – „Misery Business”
- PlayRadioPlay! – „Compliment Each Other Like Colors”
- Pop Levi – „Sugar Assault Me Now”
- Santogold – „L.E.S. Artistes”
- Scanners – „Raw”
- The Black Keys – „Just Got to Be”
- The Mooney Suzuki – „99%”
- The Ponys – „Double Vision”
- The View – „Comin’ Down”
- The Wolfmen – „Jackie Says”